# Chiesa di Santo Stefano in Walbrook

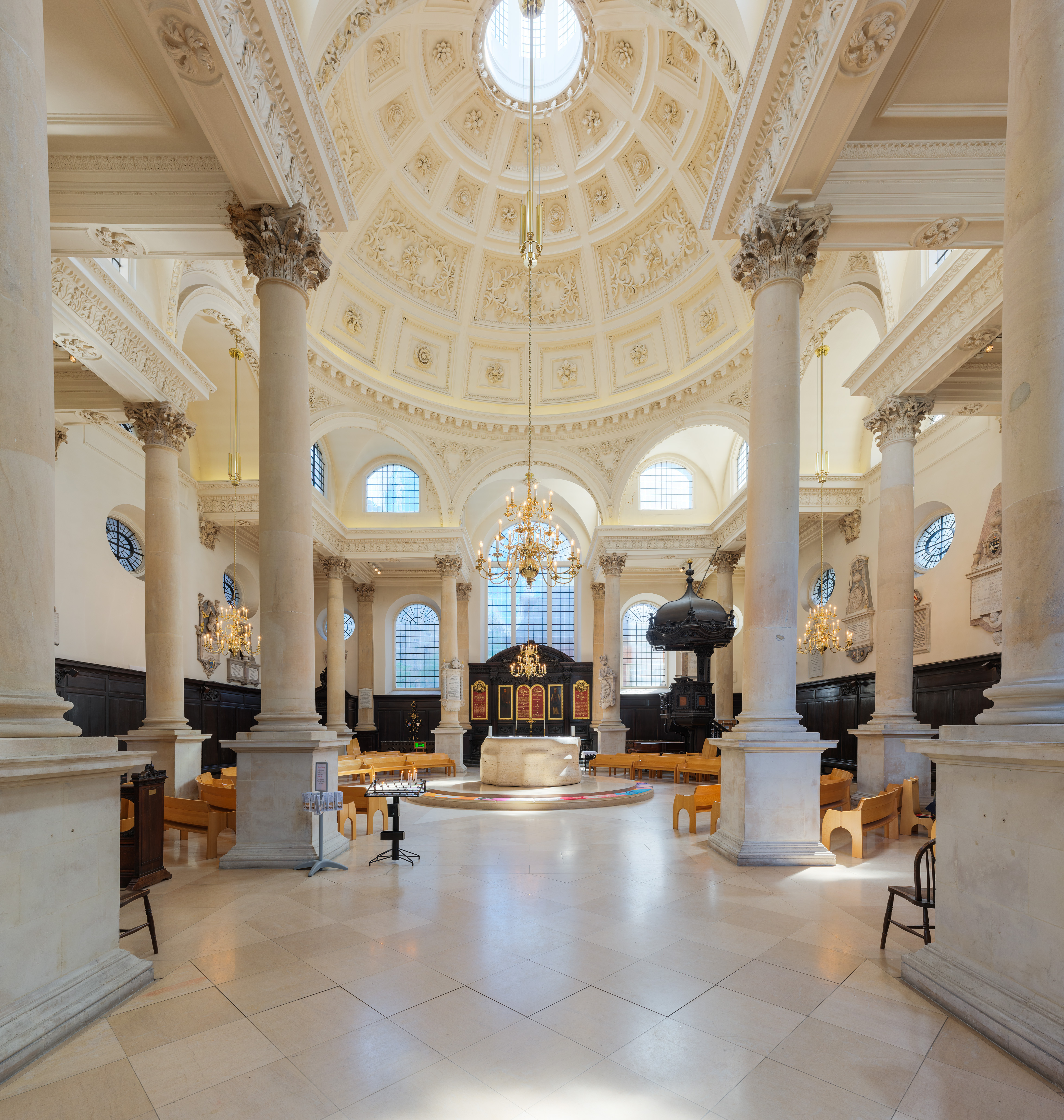
Interno

La chiesa di Santo Stefano in Walbrook (in inglese: St Stephen Walbrook) è un luogo di culto anglicano situato al centro della City di Londra, vicino al monumento al grande incendio di Londra e al palazzo della Banca d'Inghilterra.

## Storia
L'attuale chiesa, costruita su progetto di Sir Christopher Wren negli anni 1672-80, sorge sul sito dell'antica chiesa omonima del XV secolo, distrutta dal Grande Incendio del 1666. Prima ancora della chiesa medioevale ce n'era una omonima (del VII secolo) sulle rive del Tamigi. Nel 1987 fu installato al centro della chiesa un moderno altare in pietra, opera di Henry Moore.

## Descrizione

### Architettura
La chiesa di Santo Stefano è riconoscibile all'esterno dalla cupola coperta la lastre di rame e dall'alto campanile con guglia piramidale. L'edificio è privo di una facciata vera e propria, e il portale d'ingresso è situato in un basso corpo di fabbrica alla destra della torre campanaria.
L'interno della chiesa è a cinque navate divise da colonne marmoree sormontate da capitelli corinzi e sorreggenti architravi.
Le tre navate centrali si interrompono dopo la seconda campata e si uniscono in un unico grande spazio coperto con cupola semisferica cassettonata priva di tamburo e con articolare decorazioni in stucco. Al centro di questo ambiente, si trova il moderno altare marmoreo, realizzato nel 1987 da Henry Moore. A ridosso della parete fondale, sotto un grande finestrone ad arco, si trova il precedente altare, cinto da una balaustra lignea. Alla sua destra, il pregevole pulpito barocco con copertura a cipolla.
Alle pareti si trovano delle lapidi che ricordano personaggi inglesi defunti, alcuni dei quali sono sepolti nella chiesa (alcune lapidi provengono dalla cripta del tempio quattrocentesco).

### Organo a canne
Sulla cantoria in controfacciata, si trova l'organo a canne, costruito nel 1765 e più volte modificato ed ampliato; l'ultimo intervento è stato condotto nel 1987 dalla ditta organaria Hill & Son & Norman & Beard.
Lo strumento attuale conserva la pregevole cassa lignea settecentesca, decorata con sculture. Il sistema di trasmissione è elettronica e la consolle ha tre tastiere di 56 note ciascuna ed una pedaliera di 30 note; i registri sono in totale 38.

## Galleria d'immagini

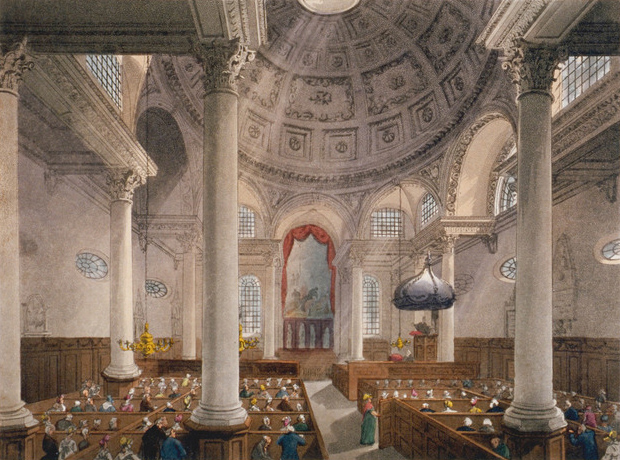
Interno della chiesa nel 1811
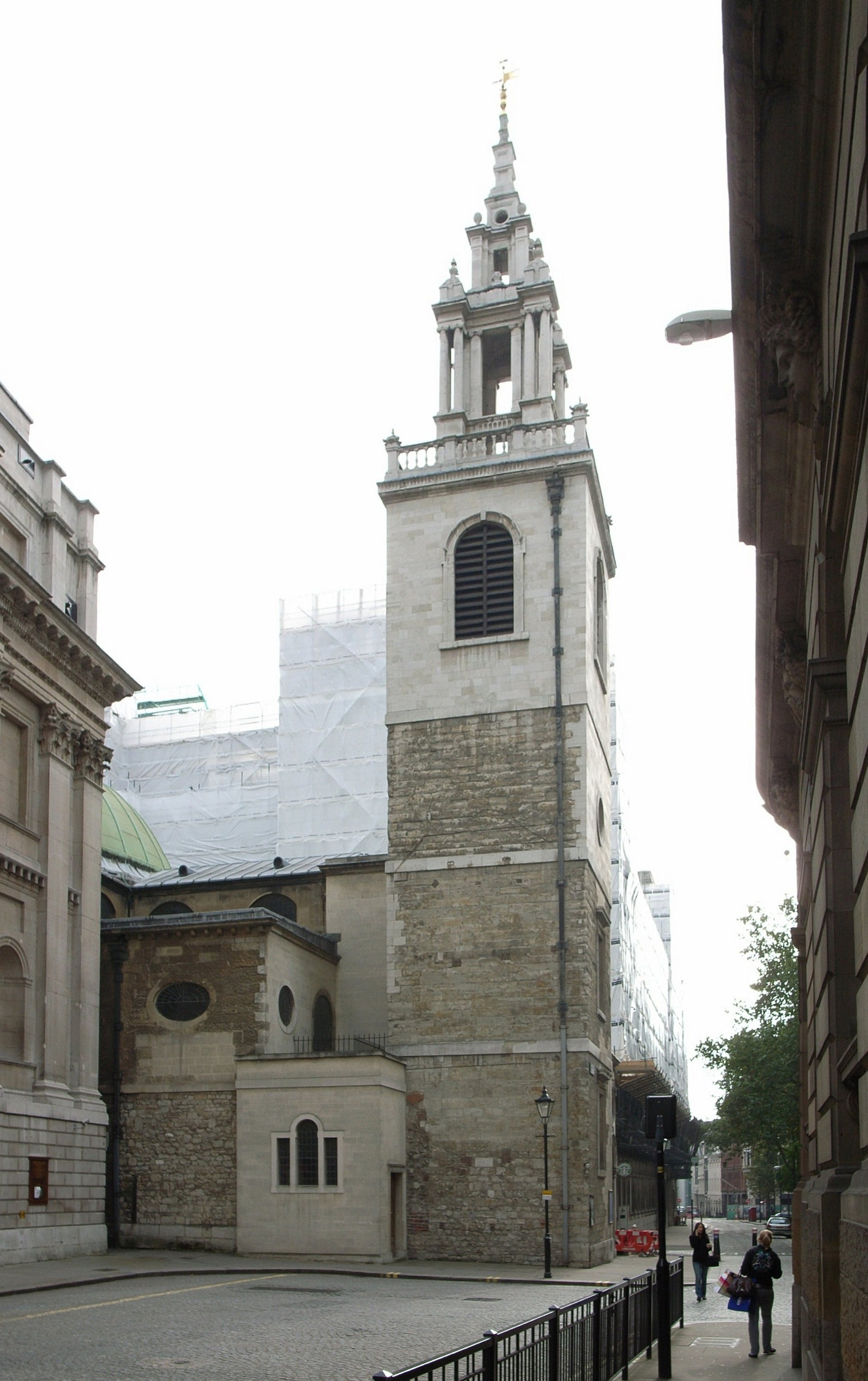
Il campanile
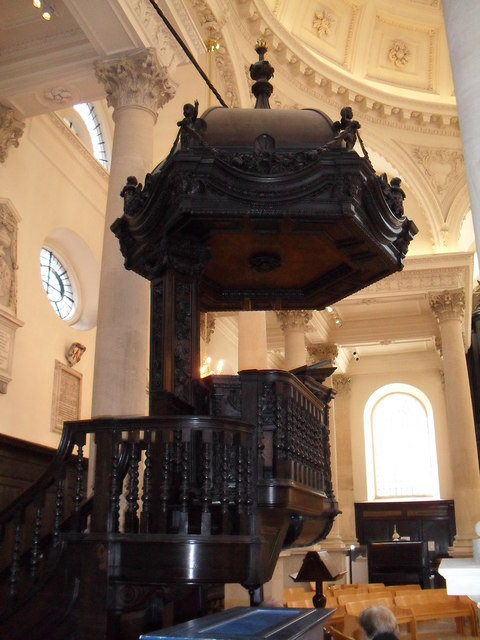
Il pulpito
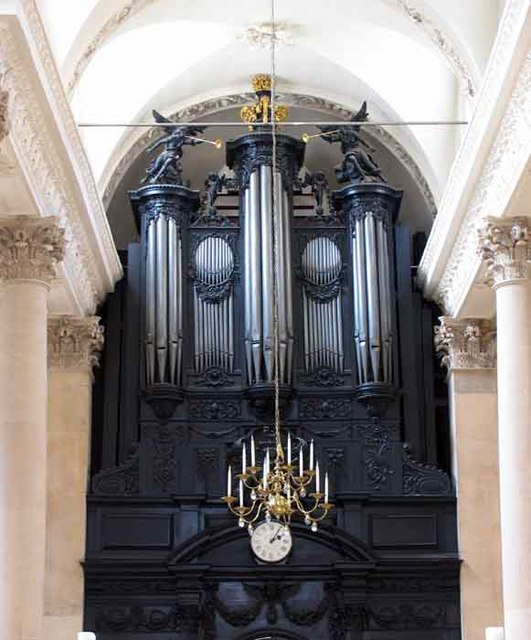
L'organo a canne